# Premier della Nuova Scozia
Il Premier della Nuova Scozia (in inglese: Premier of Nova Scotia, in francese: Premier ministre de la Nouvelle-Écosse
in gaelico scozzese: Prìomhaire Alba Nuadh) è il capo del governo della provincia canadese della Nuova Scozia

## Elenco
| Colonia della Nuova Scozia (1848–1867) | Colonia della Nuova Scozia (1848–1867) | Colonia della Nuova Scozia (1848–1867)                                        | Colonia della Nuova Scozia (1848–1867) |
| Premier Partito                        | Premier Partito                        | Premier Partito                                                               | Mandato                                |
| -------------------------------------- | -------------------------------------- | ----------------------------------------------------------------------------- | -------------------------------------- |
|                                        | 1                                      | James Boyle Uniacke Partito Liberale della Nuova Scozia                       | 2 febbraio 1848 – 3 aprile 1854        |
|                                        | 2                                      | William Young Partito Liberale della Nuova Scozia (1º mandato)                | 4 aprile 1854 – 20 febbraio 1857       |
|                                        | 3                                      | James William Johnston Partito Conservatore della Nuova Scozia                | 24 febbraio 1857 – 7 febbraio 1860     |
|                                        | —                                      | William Young (s. o.) (2º mandato)                                            | 10 febbraio 1860 – 3 agosto 1860       |
|                                        | 4                                      | Joseph Howe Partito Liberale della Nuova Scozia                               | 3 agosto 1860 – 5 giugno 1863          |
|                                        | —                                      | James William Johnston (s. o.) (2º mandato)                                   | 11 giugno 1863 – 11 maggio 1864        |
|                                        | 5                                      | Charles Tupper Partito della Confederazione                                   | 11 maggio 1864 – 4 luglio 1867         |
| Provincia della Nuova Scozia (1867–)   |                                        |                                                                               |                                        |
| Premier Partito                        | Premier Partito                        | Premier Partito                                                               | Mandato                                |
|                                        | 1                                      | Hiram Blanchard Partito Conservatore della Nuova Scozia                       | 4 luglio 1867 – 30 settembre 1867      |
|                                        | 2                                      | William Annand Partito Liberale della Nuova Scozia                            | 30 settembre 1867 – 8 maggio 1875      |
|                                        | 3                                      | Philip Carteret Hill Partito Liberale della Nuova Scozia                      | 11 maggio 1875 – 15 ottobre 1878       |
|                                        | 4                                      | Simon Hugh Holmes Partito Conservatore della Nuova Scozia                     | 22 ottobre 1878 – 23. maggio 1882      |
|                                        | 5                                      | John Thompson Partito Conservatore della Nuova Scozia                         | 25 maggio 1882 – 18 luglio 1882        |
|                                        | 6                                      | William Thomas Pipes Partito Liberale della Nuova Scozia                      | 3 agosto 1882 – 15 luglio 1884         |
|                                        | 7                                      | William Stevens Fielding Partito Liberale della Nuova Scozia                  | 28 luglio 1884 – 18 luglio 1896        |
|                                        | 8                                      | George Henry Murray Partito Liberale della Nuova Scozia                       | 20 luglio 1896 – 24 gennaio 1923       |
|                                        | 9                                      | Ernest Howard Armstrong Partito Liberale della Nuova Scozia                   | 24 gennaio 1923 – 16 luglio 1925       |
|                                        | 10.                                    | Edgar Nelson Rhodes Partito Conservatore della Nuova Scozia                   | 16 luglio 1925 – 11 agosto 1930        |
|                                        | 11                                     | Gordon Sidney Harrington Partito Conservatore Progressista della Nuova Scozia | 11 agosto 1930 – 5 settembre 1933      |
|                                        | 12                                     | Angus Lewis Macdonald Partito Liberale della Nuova Scozia (1º mandato)        | 5 settembre 1933 – 10 luglio 1940      |
|                                        | 13                                     | Alexander Stirling MacMillan Partito Liberale della Nuova Scozia              | 10 luglio 1940 – 8 settembre 1945      |
|                                        | 14                                     | Angus Lewis Macdonald (s. o.) (2º mandato)                                    | 8 settembre 1945 – 13 aprile 1954      |
|                                        | 15                                     | Harold Joseph Connolly Partito Liberale della Nuova Scozia                    | 13 aprile 1954 – 30 settembre 1954     |
|                                        | 16                                     | Henry Hicks Partito Liberale della Nuova Scozia                               | 30 settembre 1954 – 20 novembre 1956   |
|                                        | 17                                     | Robert Stanfield Partito Conservatore Progressista della Nuova Scozia         | 20 novembre 1956 – 13 settembre 1967   |
|                                        | 18                                     | George Isaac Smith Partito Conservatore Progressista della Nuova Scozia       | 13 settembre 1967 – 28 ottobre 1970    |
|                                        | 19                                     | Gerald Regan Partito Liberale della Nuova Scozia                              | 28 ottobre 1970 – 5 ottobre 1978       |
|                                        | 20                                     | John Buchanan Partito Conservatore Progressista della Nuova Scozia            | 5. Oktober 1978 – 12. September 1990   |
|                                        | 21                                     | Roger Stuart Bacon Partito Conservatore Progressista della Nuova Scozia       | 12 settembre 1990 – 26 febbraio 1991   |
|                                        | 22                                     | Donald William Cameron Partito Conservatore Progressista della Nuova Scozia   | 26 febbraio 1991 – 11 giugno 1993      |
|                                        | 23                                     | John Savage Partito Liberale della Nuova Scozia                               | 11 giugno 1993 – 18 luglio 1997        |
|                                        | 24                                     | Russell MacLellan Partito Liberale della Nuova Scozia                         | 18 luglio 1997 – 16 agosto 1999        |
|                                        | 25                                     | John Hamm Partito Conservatore Progressista                                   | 16 agosto 1999 – 24 febbraio 2006      |
|                                        | 26                                     | Rodney MacDonald Partito Conservatore Progressista della Nuova Scozia         | 24 febbraio 2006 – 19 giugno 2009      |
|                                        | 27                                     | Darrell Dexter Nuovo Partito Democratico della Nuova Scozia                   | 19 giugno 2009 – 22 ottobre 2013       |
|                                        | 28                                     | Stephen McNeil Partito Liberale della Nuova Scozia                            | 22 ottobre 2013 – 22 ottobre 2013      |
|                                        | 29                                     | Iain Rankin Partito Liberale della Nuova Scozia                               | 23 febbraio 2021 – 31 agosto 2021      |
|                                        | 30                                     | Tim Houston Partito Conservatore Progressista della Nuova Scozia              | 31 agosto 2021 – in carica             |